# ایمن الهی
ایمن الهی (انگلیسی: Aymen Mouelhi؛ زادهٔ ۱۴ سپتامبر ۱۹۸۶) بازیکن فوتبال اهل بریتانیا است.
از باشگاه‌هایی که در آن بازی کرده‌است می‌توان به اشاره کرد.
وی همچنین در تیم ملی فوتبال جبل‌طارق بازی کرده‌است.